# 韓鼐
韓鼐（1456年—？），字國器，直隸松江府華亭縣人，軍籍，明朝政治人物。

## 生平
成化十六年（1480年）庚子科應天府鄉試第二十一名舉人。成化二十三年（1487年）中式丁未科會試第七名，三甲第七名進士。弘治十三年（1500年）七月由南京刑部员外郎升湖广按察司佥事。十八年調任河南信陽兵备佥事。

## 家族
曾祖韓祺；祖父韓昹；父韓謙，母徐氏。具庆下。弟威、桓。